# Мирзаев, Микаил Шахвелед оглы
Микаил Мирза (азерб. Mikayıl Mirzə) при рождении Микаил Шахвелед оглы Мирзаев (азерб. Mikayıl Şahvələd oğlu Mirzəyev; 1 января 1947, Talış, Шемахинский район, Азербайджанская ССР, СССР — 3 июня 2006, Баку) — сценарист, чтец, актёр. Заслуженный деятель искусств Азербайджанской ССР (1987)
Народный артист Азербайджана (1991).

## Биография
Микаил Мирза родился 1 января 1947 года в селе Талыш, расположенном на территории Шемахи (ныне Ахсуйский район). В 1969 году окончил факультет драматического и киноактерского мастерства Национальной академии наук. Мирзаев учился на курсе профессора Мехди Мамедова, народного артиста СССР.

### Театральная деятельность
Микаил Мирза некоторое время после окончания института работал в Учебном театре. С 1976 по 2000 год с перерывами работал в Академическом национальном драматическом театре.
Микаил Мирза в театре сыграл роли: Годжа (Л. Франк, «Чужой»), Эйваз, Муратов (И. Эфендиев «Одинокое благовонное дерево», «Странный мальчик»), Кюрд Муса, Фархад («Вакиф» и «Фархад и Ширин», Самед Вургун), Муратов, Эйваз («Странный мальчик» и «Наша странная судьба», Ильяс Эфендиев), Ихтияр (Г.Джавид «Иблис»), Аслан («Крестьянка», Мирза Ибрагимов), Захид («Фарьяд» , Бахтияр Вахабзаде), Эльхан («Огненная невеста» Джафара Джаббарлы), Джинли Мустафа («Собрание безумцев», Джалил Мамедгулузаде), Ихтияр («Иблис», Гусейн Джавид), Мирза Алекпер Сабир, Тарс Тахир («Анар» Я сказал Ты пришел", «Адамов человек»), Захид, Поэт (Б. Вагабзаде «Фархад», «Йоллара издар хут»), Бахтияр (А. Шаиг «Фитна»).

### Политическая деятельность
Микаил Мирза также играл активную роль в общественно-политической жизни Азербайджана. В 1990-х годах Микаил Мирза играл особую роль в «Движении Мейдан» (азерб. Meydan Hərəkatı). Он был одним из тех, кто боролся против советской системы, начиная с 80-х годов. Эта борьба происходила в залах поэзии и на поэтических вечерах. Избирался депутатом Национального собрания Азербайджана на два срока, 1995—2000 и 2002—2005 годы. Помимо работы в Академическом национальном драматическом театре, в 1992—1995 годах он также работал директором Бакинского культурно-просветительского техникума.
Микаил Мирза некоторое время был членом Демократической партии предпринимателей Азербайджана.
Микаил Мирза умер 3 июня 2006 года. Похоронен на Второй Аллее почётного захоронения.

## Фильмография
1. Смех (фильм, 1988)
2. Структура момента (фильм, 1980) (полнометражный художественный фильм) — роль: Эйваз
3. Бабек (фильм, 1979)
4. Свет погасших костров (фильм, 1975)
5. Анвар Гасанов. Один из семи сыновей (фильм, 2007)
6. Минералы (фильм, 1981)
7. Невинный Абдулла (фильм, 1984)
8. Мститель из Гянджабасара (фильм, 1974)
9. Улыбка (фильм, 1992)
10. Аккорды долгой жизни (фильм, 1981)
11. Семеро сыновей моих (фильм, 1970)
12. Топал Теймур (фильм, 1983)
13. Тюркская нация. Халил Рза Улутюрк (фильм, 2015)
14. Тысяча и одно слово (фильм, 1997)

### Моно представления
1. «Моцарт и Сальери» (Александр Пушкин)
2. «Цыгане»
3. «Азер» ((Гусейн Джавид)
4. «Эпопея любви» (Халил Рза Улутюрк)
5. «Саз» (М. Исмаил)
6. «Если б не было розы…» (Расул Рза)
7. «Западный Берлин» (Джабир Новруз))

## Награды
- В 1987 году ему было присвоено почётное звание «Заслуженный деятель искусств Азербайджанской ССР».
- 22 мая 1991 года ему присвоено почётное звание «Народный артист Азербайджана».
- 7 июля 2003 года удостоен Персональной пенсии Президента Азербайджанской Республики[6].